# Liturgie der Hagia Sophia

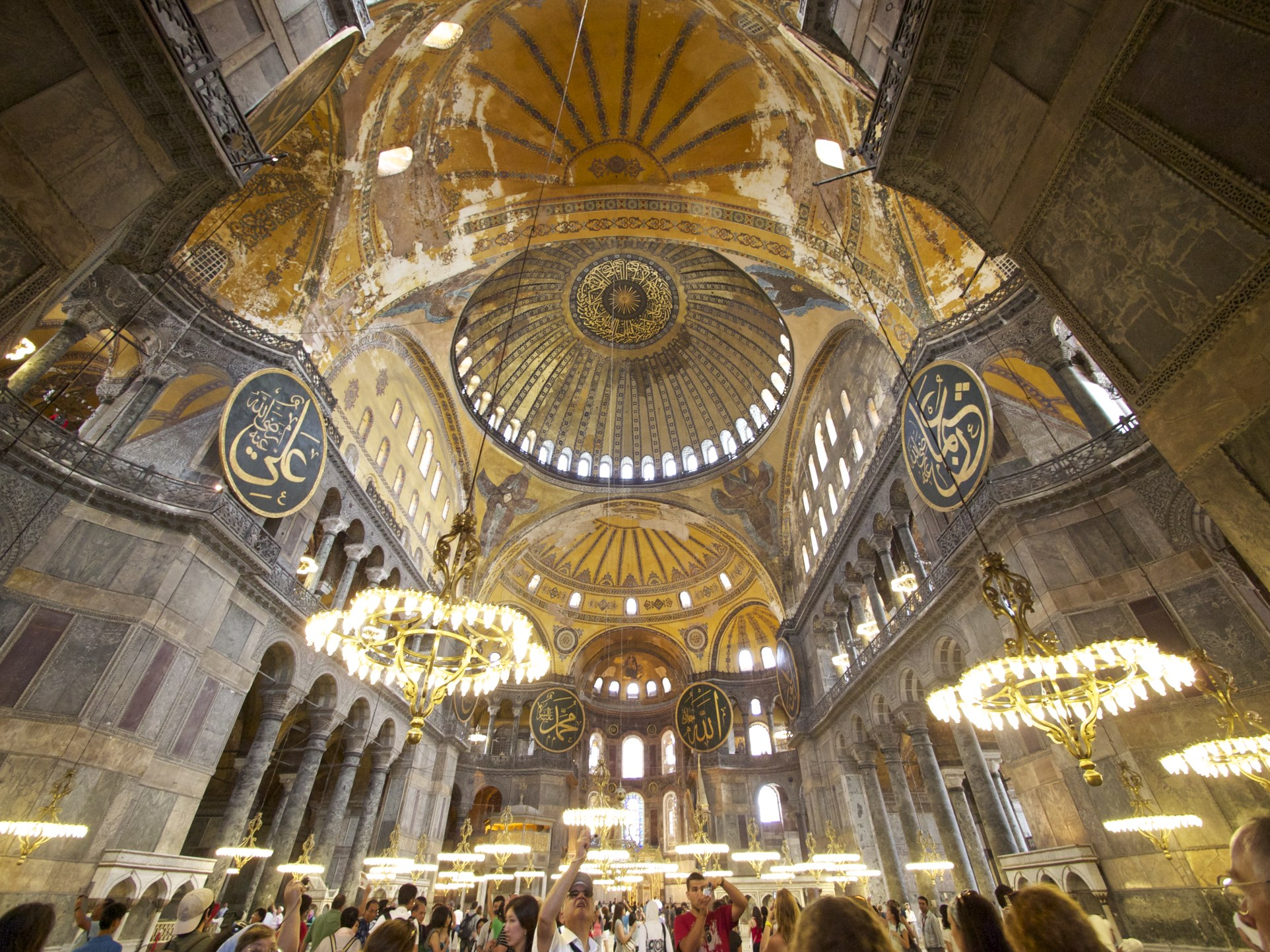
Kuppeln der Hagia Sophia

Als Liturgie der Hagia Sophia bezeichnet man den byzantinischen Kathedralritus der griechisch-orthodoxen Kirche, wie er bis 1453 in der Hagia Sophia in Konstantinopel, heute Istanbul, gefeiert wurde. Die Liturgie war auf der Basis der byzantinischen Philosophie als mystagogische Gesamterfahrung aus Architektur, Musik, Akustik und den eigentlichen liturgischen Handlungen konzipiert. Der überwältigende Eindruck dieser Liturgie war entscheidend für die Konversion Wladimirs des Großen und der Kiewer Rus im Jahr 988.

## Akustik und architektonische Bedingungen
Der Raum der Hagia Sophia ist durch einen enormen Nachhall geprägt und nicht auf Verständlichkeit des gesprochenen Wortes hin ausgelegt. Die Kuppel der Hagia Sofia projiziert vor allem Frequenzen jenseits von 1000 Hertz. Während der Liturgie kamen über 500 Personen zum Einsatz. Neben den zelebrierenden Klerikern sangen im Jahr 612 vom Ambo aus neben dem Solisten (domestikos) 25 so genannte psaltai unterstützt von bis zu 160 anagnostes.
Besonders die Musik der psaltsai war stark melismatisch. Der Verbund aus Klang- und Lichtreflexionen in der Kathedrale zielte somit auf eine synästhetische und performative Spiegelung des Himmels. Diese abstrakte Vorstellung des Göttlichen spiegelt sich, jedenfalls zu Beginn, im sparsamen, anikonischen Bildprogramm der Kathedrale. Sie stellt sich insoweit als Gegenpol zur westlichen, lateinischen Liturgietradition hin.
Der Eindruck der Liturgie scheint für Außenstehende überwältigend gewesen zu sein. Für das Jahr 987 (6495 byzantinischer Zeitrechnung) überliefert die Nestorchronik das Erlebnis einer Gesandtschaft Wladimirs des Großen:

„и придохо[мъ] Г же въ Греки и ведодша нъı идеже служать Бу҃ своєму . и не свѣмъı на н҃бѣ ли єсмъı бъıли . ли на земли. нѣс̑ бо на земли такаго вида . ли красотъı такоӕ. и не дооумѣємъ бо сказати токмо то вѣмъı . ӕко ѡнъдѣ Бъ҃ с члв҃ки пребъıваєть . и єсть служба их̑ паче всѣхъ /л.об./ странъ . мъı оубо не можемъ забъıти красотъı тоӕ . всѧкъ бо члв҃къ аще оукусит̑ сладка . послѣди горести не приимаєть.“

„Und so kamen wir zu den Griechen, und sie führten uns dahin, wo sie ihrem Gott dienen. Und wir wissen nicht: Sind wir im Himmel gewesen oder auf der Erde; denn auf Erden gibt es einen solchen Anblick nicht oder eine solche Schönheit; und wir vermögen es nicht zu beschreiben. Nur das wissen wir, daß dort Gott bei den Menschen weilt. Und ihr Gottesdienst ist besser als [der] aller anderen [fremden] Länder. Wir aber können jene Schönheit nicht vergessen; denn jeder Mensch, wenn er von Süßem gekostet hat, nimmt danach Bitteres nicht an.“

## Historische Entwicklung
Die historische Entwicklung kann in zwei Phasen der Rezeption monastischer Riten zergliedert werden: Die erste Phase begann im neunten Jahrhundert und dauerte bis 1204. Sie ist durch die Übernahme liturgischer Elemente des Studionklosters gekennzeichnet. Die zweite Phase begann nach dem Ende der lateinischen Besetzung Konstantinopels von 1204 bis 1261. In dieser zweiten Phase nahm die Liturgie Elemente der neo-sabatäischen Liturgie konstantinopolitanischer Klöster und vom Berg Athos aus dem elften Jahrhundert auf. Diese Liturgie ist schriftlich überliefert in Aufzeichnungen der Hagia Sofia aus Thessaloniki durch Bischof Symeon von Thessaloniki.

## Musik
Vom musikalischen Repertoire der Chöre ist nur ein kleiner Teil bekannt. Die Melodien finden sich heute in den Bibliotheken süditalienischer Klöster. Nach dem Fall Konstantinopels im Jahr 1453 wurde dort eine Zeit lang ein Mischritus gefeiert, bei dem an Hochfesten der konstantinopolitanische Kathedralritus teilweise fortlebte. Nur ein Bruchteil kann in heutige Musiknotation zuverlässig übertragen werden. Die Gesänge des Solisten finden sich im Psaltikon und Kondakarion, diejenigen des Chors im Asmatikon. Die Überlieferung kann durch einige slawische Manuskripte ergänzt werden.

## Liturgie
Die Liturgie erreicht in der Mitte des zehnten Jahrhunderts den Höhepunkt ihrer Entwicklung und blieb eine Stationsliturgie in der Tradition der Spätantike. Der Ritus setzte sich zusammen aus:
- der göttlichen Liturgie (Eucharistie),[1]
- den Mysterien/Sakrament der Taufe, Salbung (chrismation), Ölung, Buße und Weihe,[1]
- der Stundenliturgie bestehend aus orthros und lychnikos,[1]
- dem liturgischen Kalender,[1]
- weiteren kleineren liturgische Handlungen (akolouthiai) wie Kirchweihe, Segnungen, Exorzismen und monastischen Gelübden.[1]

### Stundenliturgie
Die wichtigsten Gottesdienste des Stundengebetes waren orthros und lychnikos. Ihre Gesänge (asmatike akolouthia) waren bis ins 13. Jahrhundert nur mündlich überliefert und speisten sich aus der Psalmodie des vierten Jahrhunderts in Jerusalem und Antiochia. Sie ist in zwei spätbyzantinischen Manuskripten der Hagia Sofia in Thessaloniki überliefert.
Die Psalmen würden meist syllabisch gesungen. In den Gesang der Psalmen war die Gemeinde stets miteinbezogen. Die Chöre sagen die Verse der Psalmen und die Gemeinde den Kehrvers. Im Unterschied zur Jerusalemer und Antiochenischen Psalmodie waren die Psalmen des konstantinopolitanischen Psalters unter dem Einfluss des Patriarchen Anthimos I. in größere Einheiten, so genannte Antiphonen, aufgeteilt.
Psalm 85, 140, die Psalmen 3—62—133, Psalm 118, Psalm 50 und die Psalmen 148, 149 und 150 wurden bei jedem orthros bzw. lychnikos gesungen. Zerteilt in Einheiten von 68 bis 74 Antiphonen konnte der Psalter so in etwa einer Woche einmal vollständig gesungen werden.

### Göttliche Liturgie
Die Reflexion des Klanges im Gewölbe und des Lichts in Gold und Marmor der Kathedrale fand seine Rechtfertigung im Ziel der liturgischen Spiegelung des Himmels. Als Beispiel dient der hier Cherubikon-Hymnus, der während des Großen Einzugs gesungen wurde:

“Οἱ τὰ Χερουβεὶμ μυστικῶς εἰκονίζοντες,
καὶ τῇ ζωοποιῷ Τριάδι τὸν Τρισάγιον ὕμνον προσάδοντες,
πᾶσαν τὴν βιοτικὴν ἀποθώμεθα μέριμναν.
Ὡς τὸν Βασιλέα τῶν ὅλων ὑποδεξόμενοι,
ταῖς ἀγγελικαῖς ἀοράτως δορυφορούμενον τάξεσιν.
Ἀλληλούϊα, Ἀλληλούϊα, Ἀλληλούϊα.”

„Die wir die Cherubim geheimnisvoll abbilden
und die lebenschaffende Dreiheit mit dem Hymnus ‚Dreimal Heilig‘ besingen
– laßt uns nun jegliche Sorge des Alltagslebens ablegen,
auf daß wir den König des Alls empfangen,
der unsichtbar von den himmlischen Heerscharen im Triumph geleitet wird.
Halleluja, Halleluja, Halleluja.“

ebenso wie das Gebet des Patriarchen vor dem Großen Einzug. Die Liturgie versteht sich somit als performative Umsetzung der Theologie des Pseudo-Dionysios.

## Tondokumente
- Icon of Sound -- technische Reproduktion der akustischen Bedingungen der Hagia Sophia durch das Center for Computer Research in Music and Acoustics (CCRMA) und der Fakultät für Kunst und Kunstgeschichte (Department for Art & Art History) der  Universität Stanford in Zusammenarbeit mit der Capella Romana